# Ermengol V.
Ermengol V. (također Armengol V.; katalonski: Ermengol V d'Urgell; šp.: Ermengol V de Urgel; 1071./75. – 14. rujna 1102.) bio je španjolski plemić, grof Urgella. Znan je na španjolskom kao Ermengol el de Mollerusa (Mayeruca) – "Ermengol od Molleruse". Neko je vrijeme živio u Kastilji, gdje se i oženio.
Bio je sin i nasljednik grofa Ermengola IV. Majka mu je najvjerojatnije bila gospa Lucija (Lucía), prva supruga Ermengolovog oca. Godine 1092. Ermengol V. je naslijedio oca.

## Brak
Ermengol je 1095. god. oženio Mariju Pérez od Valladolida. Marija i njezin muž bili su roditelji Don Ermengola VI., Doñe Terezije i Doñe Estefaníje.